# Ialemo
Nella mitologia greca, Ialemo è un figlio di Apollo e della musa Calliope.

## Il mito
Inventore del canto lugubre che da lui prese il nome di ialemo. Per quanto riguarda i canti lugubri, famoso fu quello dove in occasione della guerra dei Sette contro Tebe, le madri piansero la morte prematura dei loro figli. 
Secondo alcune versioni, era fratello di Imene, Orfeo e Lino, anche se la genealogia di ciascuno di essi è discordante tra le fonti.